# The B-52's
The B-52’s je američki rock sastav osnovan 1976. u Atheni, Georgia. Sastav je dobio naziv po specijalnoj ženskoj frizuri čiji vrh je podsjećao na američki bombarder B-52 Stratofortress. Sastav se ubraja među pionire alternativne glazbe, a originalnu postavu činili su Fred Schneider (vokali, udaraljke), Kate Pierson (vokali, klavijature), Cindy Wilson (vokali, udaraljke), Ricky Wilson (gitara), i Keith Strickland (bubnjevi, gitara, klavijature). Ricky Wilson preminuo je 1985. godine od posljedica AIDS-a, nakon čega se Strickland prebacio s bubnjeva na glavnu gitaru. Sa sastavom uživo nastupaju i članovi uživo.

## Povijest sastava
Iako nisu imali nikakvog glazbenog iskustva originalna postava odlučuje osnovati sastav. Svoju prvu singl pjesmu, "Rock Lobster" objavljuju 1978. Pjesma pistaje hit u tzv. underground krugovima i osigurava im nastup u legendarnom punk klubu CBGB. Godinu dana kasnije objavljuju prvi album  The B-52’s, a dvije godine poslije objavljuju album Wild Planet koji je bio popularniji od prvijenca. Sastav se ubrajao u new wave-pokret, ali njihova glazba je bila više eksperimentalna nego kod tradicionalnih sastava novog vala. Čudni zvuci sinta i upadi pjevača bili su zaštitni znak sastava.
Ricky Wilson umire 1985.,  kasnije se saznaje od posljedice SIDE. Sastav objavljuje album Bouncing Off the Satellites 1986., ali kao posljedica Wilsonove smrti ne uspjevaju nastaviti s normalnim radom sastava. Dolazi do prekida od 3 godine a onda objavljuju album Cosmic Thing 1989. godine. Ovaj album je postao najuspješniji album sastava s uspješnicama "Deadbeat Club", "Roam", kao i do sada najpoznatija pjesma sastava, "Love Shack".
Sljedeći album objavljen je 1992. iako je Cindy Wilson napustila sastav 1990. The B-52’s pravi povratničku turneju 1998. i objavljuje kompilacijski album Time Capsule. Cindy se vraća 2008., a sastav objavljuje novi album i pravi europsku turneju.

## Galerija
- Kate Pierson
- Fred Schneider
- Cindy Wilson
- Keith Strickland
- The B-52’s uživo 2008.
- Uživo u Barceloni 2008.

## Diskografija

### Albumi
- 1979. – The B-52's
- 1980. – Wild Planet
- 1981. – Party Mix
- 1982. – Mesopotamia
- 1983. – Whammy
- 1986. – Bouncing off the Satellites
- 1989. – Cosmic Thing
- 1992. – Good Stuff
- 2008. – Funplex
- 2011. – With the Wild Crowd!

### Kompilacije
- 1990. – Dance This Mess Around – The Best Of The B-52’s (1979. – 86.)
- 1995. – Planet Claire (incl. Rock Lobster, Future Generation)
- 1998. – Time Capsule: Songs for a Future Generation (1979. – 92.)
- 2002. – Nude on the Moon: The B-52’s Anthology (Dupli-CD)

## Vanjske poveznice
- Stranice sastava